# Градина (археологија)
Градина је стари назив за врсту тврђаве, утврђени град из старог доба, почев од неолита. Градине су нарочито биле бројне у бронзано и гвоздено доба а грађене су и током средњег века. Карактер грађевине је био заштитни. Градине су претходиле појединим градовима, биле су утврде унутар којих је била смештена стална војна постава. Градине и пратећа насеља су обично грађена на узвишењима стратешки погодним за одбрану – та места, иако данас само рушевине, у народу се и данас називају градине.
На основу нађених остатака назване су поједине археолошке целине нпр. Вучедолска култура, Гласиначка култура. На Истарском подручју градине се зову кастиљери. Градине већином бивају кружних основа. У општем случају овај израз се користи за опис рушевине тврђаве, града или замка као и за називе појединих локалитета.
Назив град у савременом језику има друкчије значење и означава веће урбанизоване насељене целине за разлику од села.